# ناصر المزداوي
ناصر عمر المزداوي موسيقي ليبي (مواليد 1950 مزدة، ليبيا). تخرج من معهد جمال الدين الميلادي للموسيقى في طرابلس، يجيد العربية والإنجليزية والإيطالية والفرنسية، وهو عازف آلات القيثارة والعود والكمان والبيانو.
بدأ ناصر المزداوي في المجال الفني منذ أواخر الستينيات وقام خلالها بأحياء عدة حفلات في بلدان مختلفة من بينها المكسيك وكوبا والمملكة المتحدة والولايات المتحدة والبرازيل واليونان، وبعض البلدان العربية.
قدم مجموعة من الألحان لعدد من الفنانين العرب من بينهم حميد الشاعري وعمرو دياب مثل أغنية كمل كلامك، و أغنية نور العين.

## الألبومات
1. الغربة في 1976، و قد حصل على جائزة الإسطوانة البلاتينية عن أغنيات هذا الألبوم عام 1973و هو في سن السابعة والعشرين، وبهذا يكون أصغر مطرب عربي يحصل على هذه الجائزة.[1]
2. فرقة النسور (ناصر المزداوي و زملاءه) في 1976.
3. أنغام شعبية في 1983.
4. رحلة عمري في 1987.
5. الليلة (ياطير يامسافر) في 1992.ā
6. الجمال في 1994 .
7. ياصيف في 1995.
8. راجع في 1997.
9. وحداني في 2000.
10. داري عيونك في 2004.